# Thomisus nossibeensis
Thomisus nossibeensis là một loài nhện trong họ Thomisidae.
Loài này thuộc chi Thomisus. Thomisus nossibeensis được Embrik Strand miêu tả năm 1907.